# Stenandrium boivinii
Stenandrium boivinii är en akantusväxtart som beskrevs av Henri Ernest Baillon och Gustav Lindau. Stenandrium boivinii ingår i släktet Stenandrium och familjen akantusväxter. Inga underarter finns listade i Catalogue of Life.